# Лук'янець Володимир Олександрович
Володи́мир Олекса́ндрович Лук'яне́ць (нар. 31 жовтня 1940 року, Тишківка, Кіровоградська область — 5.3.2009) — артист Запорізького обласного українського музично-драматичного театру, заслужений артист України, народний артист України (1994).

## Кар'єра
1963 року закінчив Харківський інститут мистецтв. Після цього працював у Полтавському театрі ім. Гоголя, Севастопольському театрі ім. Луначарського. З 1967 року — актор Запорізького обласного українського музично-драматичного театру.
Автор статей-рецензій на вистави театру, нариси у всеукраїнських і обласних періодичних виданнях.